# Stephaniya Shabatura

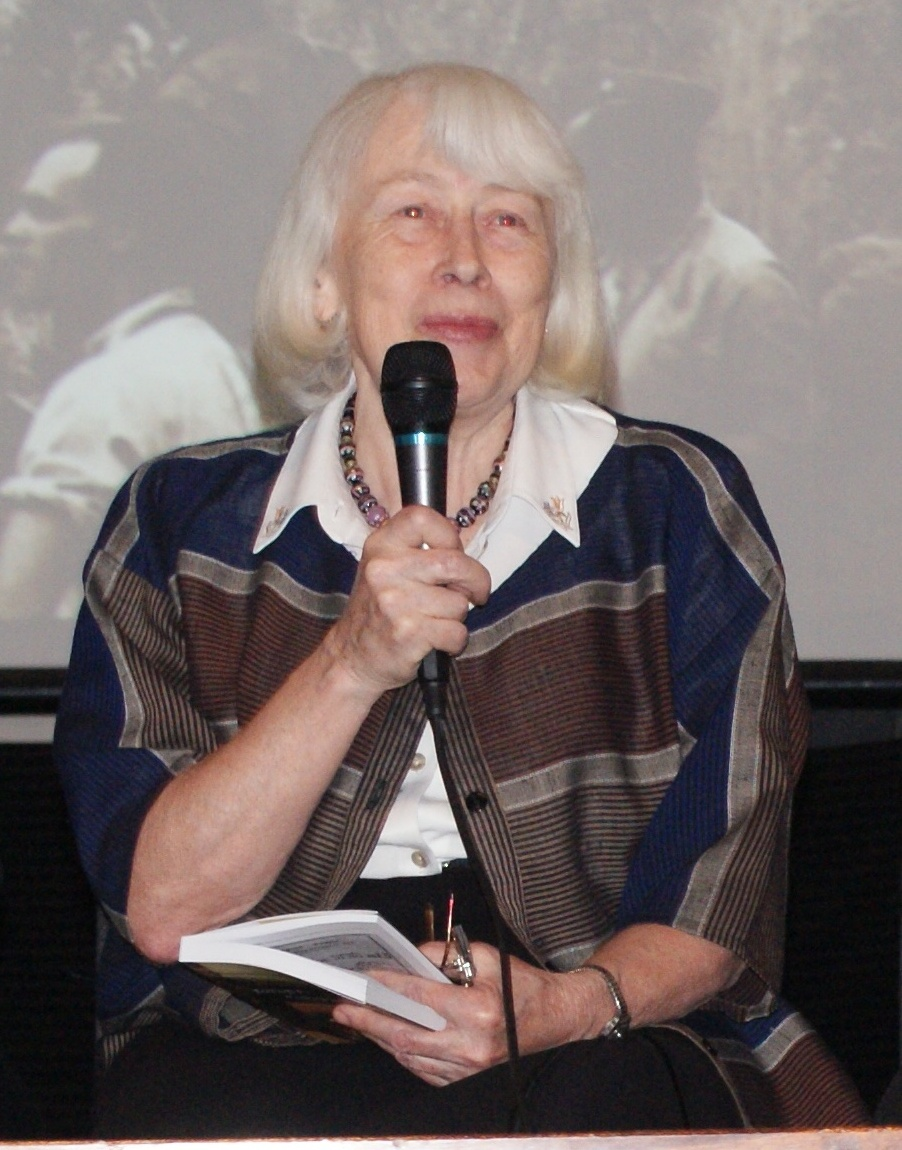
Stephaniya Shabatura en 2011

Stephaniya Mykhailovna Shabatura (en ucraniano: Стефа́нія Миха́йлівна Шабату́ра); nació el 5 de noviembre de 1938 en Ivane-Zolote, distrito de Zalishchyky, Provincia de Tarnopol, Polonia; falleció el 17 de diciembre de 2014 en Leópolis, Ucrania; fue una artista de alfombras ucraniana, disidente y prisionera política durante mucho tiempo durante la era soviética.

## Biografía
Shabatura nace en el seno de una familia católica en Polonia.  Su padre murió en la Segunda Guerra Mundial.  Su pueblo natal pasa a Ucrania al final de guerra, por lo que aprende ruso.  Cuando los soviéticos liquidan la Iglesia católica de Ucrania, tanto Shabatura como su madre se convierten a la ortodoxia oriental ucraniana.
Shabatura se graduó de la Escuela de Arte de Leópolis en 1961 y del Instituto de Artes Decorativas y Aplicadas de Leópolis en 1967, especializándose en tejido creativo, y se dio a conocer como fabricante de tapices y tapetes en la década de 1960.
Su obra se ha mostrado en numerosas exposiciones colectivas. Su participación en campañas públicas en defensa de Valentyn Moroz y otros presos políticos ucranianos condujo a su expulsión de la Unión de Artistas de Ucrania y a su arresto. Fue declarada culpable de “incitación y propaganda antisoviética” en virtud del artículo 62, párrafo 1, del Código Penal de la RSS de Ucrania y encarcelada en un campo de trabajo en Mordovia entre 1972 y 1976, seguida de exilio en una aldea de Tayikistán entre 1976 y 1979. En el campamento creó más de 100 ex libris y más de 150 dibujos, que fueron confiscados y destruidos. Hacia el final de su exilio se unió al Grupo Ucraniano de Helsinki.
Se le permitió regresar a Leópolis en diciembre de 1979, pero solo exhibió sus obras a fines de la década de 1980.  En 1990 fue elegida miembro de la Alcaldía de Leópolis.
Formó parte del movimiento para restaurar la iglesia greco-católica ucraniana, disuelta por los socialistas soviéticos en tiempos de Stalin.  Fue presidente de la Sociedad Mariana Myloserdya (Милосердя) de Leópolis.  Lideró el movimiento para la creación de comunidades Cáritas en todas las parroquias de Leópolis.

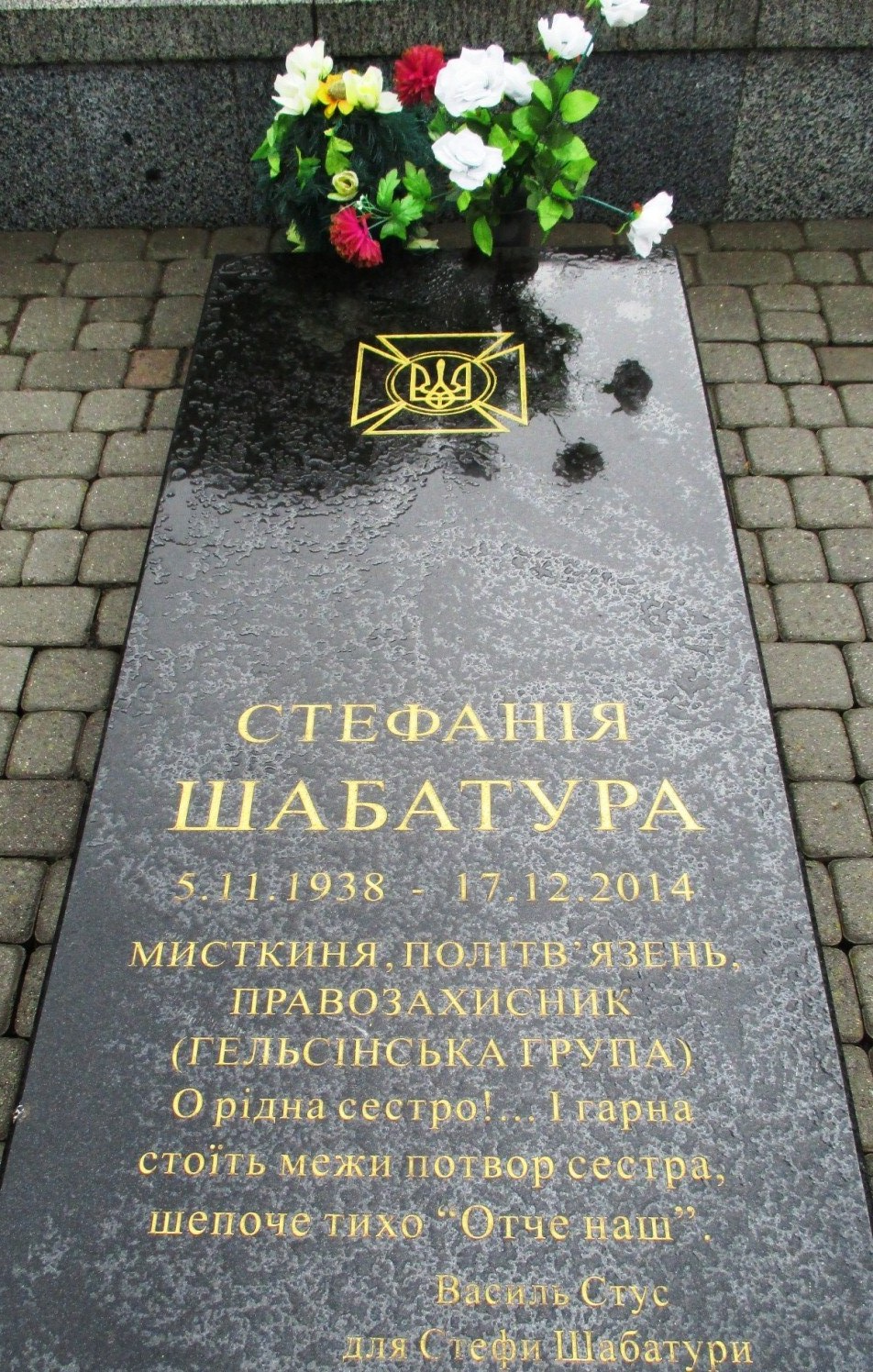
Tumba

Está enterrada en el cementerio Lychakivsky (en el área de entierros honoríficos) en la ciudad de Leópolis, en el oeste de Ucrania.

## Enlaces de red
- MUJERES UCRANIANAS EN PRISIONES SOVIÉTICAS (Diasporiana)
- Cassandra la previsión de la carrera artística de Stefania Shabatura ( Den ) Yaroslav Kravchenko
- Shabatura, Stefaniia (Enciclopedia de Internet de Ucrania)
- Львівська Касандра ( Zbruč )